# Luj II., zapadnofranački kralj
Luj II. Mucavac (1. studenog 846. – 10. travnja 879.) bio je zapadnofranački kralj od 877. do 879. godine.
Luj II. bio je sin kralja Karla II. i Ermentrude, a nasljeđuje oca nakon njegove prirodne smrti u listopadu 877. godine. Tijekom Lujeve cijele vladavine upravljanje državom je bilo neprimjetno zbog rijetkog napuštanja rezidencije ili donošenja odluka. Kako je cijelog života bio slaboga zdravlja Lujeva skora smrt nije pretjerano iznenadila.
Držeći se stare, zaostale franačke tradicije, Luj svoje kraljevstvo dijeli između dva sina – Luja III. i Karlomana koji ujedinjeni vladaju.
Lujeve žene bile su Ansgarda Burgundska i Adelajda Pariška, majka Karla III., koji je rođen nakon Lujeve smrti. Luj je imao tri kćeri, a jednu je nazvao po majci.